# بيتر كارول
بيتر كارول (بالإنجليزية: Peter Carroll)‏ هو ممثل أسترالي، ولد في 1944 بسيدني في أستراليا.

## وصلات خارجية
- بيتر كارول على موقع IMDb (الإنجليزية)
- بيتر كارول على موقع قاعدة بيانات الأفلام العربية
- بيتر كارول على موقع ألو سيني (الفرنسية)
- بيتر كارول على موقع ميوزك برينز (الإنجليزية)
- بيتر كارول على موقع أول موفي (الإنجليزية)
- بيتر كارول على موقع قاعدة بيانات الأفلام السويدية (السويدية)
- بيتر كارول على موقع قاعدة بيانات الفيلم (الإنجليزية)
- بيتر كارول على موقع كينوبويسك (الروسية)